# Club Atlético Boca Juniors
Il Club Atlético Boca Juniors, noto come Boca Juniors, è una società polisportiva argentina di Buenos Aires, che deve la propria fama soprattutto alla sezione calcistica, che milita nella Primera División, la massima divisione del campionato argentino, ininterrottamente dal 1913, risultando così l'unica squadra tra le cosiddette Cinque Grandi del calcio argentino a non essere mai retrocessa in seconda divisione. Il Boca Juniors disputa le partite casalinghe allo stadio Alberto José Armando, noto come la Bombonera.
A livello internazionale è la terza squadra al mondo e prima in Sudamerica per numero di titoli maggiori ufficiali vinti: 22 (a pari merito con il Barcellona e alle spalle di Real Madrid e Al-Ahly, rispettivamente a quota 35 e 27). Nella bacheca del club figurano: 6 Coppe Libertadores, 2 Coppe Sudamericane, 4 Recopa Sudamericana, 3 Coppe Intercontinentali, 1 Supercoppa Sudamericana, 1 Copa Master de Supercopa, 1 Coppa d'oro “Nicolás Leoz”, 1 Tie Cup, 1 Copa de Honor Cousenier e 2 Coppe Escobar - Gerona. È tra le nove squadre al mondo che sono riuscite a centrare, in due occasioni (nel 2000 e nel 2003), il triplete composto dai titoli di campione nazionale, del continente e del mondo, con la particolarità che si giocavano due campionati argentini nello stesso anno.
A livello nazionale è la seconda squadra in Argentina per numero di titoli ufficiali vinti: 52. Nella bacheca del club figurano: 35 campionati e 17 coppe nazionali. Complessivamente il club si è aggiudicato 74 trofei ufficiali, 52 nazionali e 22 internazionali, che la rendono la squadra più vincente in Argentina davanti a River Plate (72), Independiente (45), Racing Club (41) e San Lorenzo (22) e una delle più blasonate al mondo.
Insieme a River Plate, Independiente, Racing Club e San Lorenzo forma le cosiddette "cinque grandi" del calcio argentino. Il Boca Juniors è una delle squadre più popolari d'Argentina, insieme ai concittadini del River Plate, con cui disputa il Superclásico del calcio argentino, che oppone le due squadre più titolate della Primera División argentina, con la particolarità che i due club sono accomunati dal quartiere di origine, La Boca. Il club è stato nominato miglior club sudamericano del decennio 2001-2010 dall'Istituto Internazionale di Storia e Statistica del Calcio. È inoltre l'unica squadra argentina che può vantare la doppietta nazionale, avendo vinto nel 2018 la Primera División e la Copa Argentina, risultato già ottenuto nel 1969 e nel 2015. È riconosciuto dalla FIFA come uno degli 11 club classici dell'Argentina e dei 54 dell'America meridionale.

## Storia

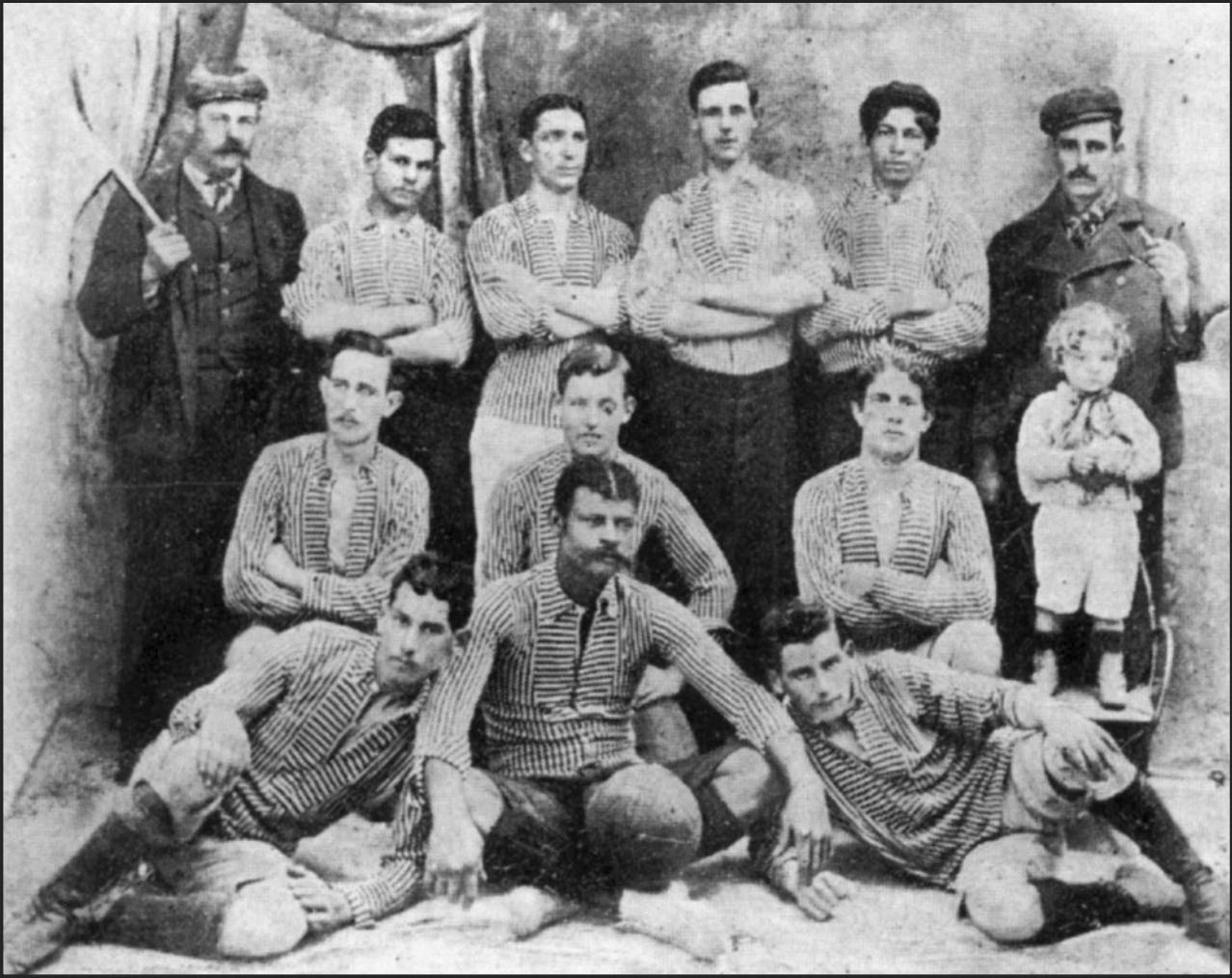
La prima immagine dei giocatori del Boca Juniors datata 1906, dopo la vittoria della Copa Reformista.

Il 3 aprile 1905 un gruppo di giovani italiani originari di Genova (città, peraltro, che varrà ai tifosi del Boca il loro più celebre soprannome, ovvero Los Xeneizes) si incontrarono per fondare un club. La casa dove si svolse l'incontro era quella di Esteban Baglietto e vi parteciparono altre quattro persone, Alfredo Scarpatti, Santiago Sana e i fratelli Juan e Teodoro Farenga (costoro originari di Muro Lucano). Due anni dopo, in seguito alla "distruzione" della prima divisa bianco-nera, i cinque ragazzi, il cui patrimonio era soltanto un pallone regalato da un marinaio inglese, dovettero scegliere dei nuovi colori sociali, per cui non mancarono le discussioni. Nell'incertezza fu uno di loro, Giovanni Juan Brichetto, che di mestiere azionava il faro d'ingresso delle navi nel porto di Buenos Aires, a fare una proposta:
Appena arrivati sul posto, giunse nel molo la nave Drottning Sophia ("regina Sophia"). A poppa sventolava un vessillo giallo e blu, la bandiera svedese. La discussione si placò: il giallo e il blu sarebbero stati i colori del Boca Juniors. Importanti membri fondatori del club furono anche Arturo Penney, Marcelino Vergara, Luis Cerezo, Adolfo Taggio, Giovanelli, Donato Abbatángelo e Bertolini.
Nel 1913 il Boca ottenne la promozione in Primera División, che il club provava a raggiungere da tanti anni. Questo fu possibile quando la federazione calcistica dell'Argentina decise di aumentare il numero delle partecipanti al campionato da 6 a 15.
Nel 1925 il Boca tenne la prima tournée in Europa, per giocare in Spagna, Germania e Francia. La squadra disputò in totale 19 partite, vincendone 15. Per tale motivo fu dichiarato Campeón de Honor ("campione onorario") per la stagione 1925 dalla federazione calcistica argentina.
Negli anni successivi il Boca si è affermato come uno dei club più popolari d'Argentina, con un gran numero di sostenitori non solo in patria, ma anche nel mondo. Il club è uno dei più titolati del calcio argentino, avendo vinto 35 titoli della Primera División, secondo solo al River Plate in questa graduatoria. A livello internazionale il Boca Juniors ha vinto 22 trofei, di cui 18 a livello confederale ed interconfederale, e 4 messi in palio tra squadre appartenenti alle federazioni argentina e uruguaiana. I titoli in questione sono la Tie Cup del 1919, la Copa de Honor Cousenier del 1920 e la Copa Escobar-Gerona del 1945 e del 1946.

## Colori e simboli

### Divise
I colori sociali del Boca sono il giallo e il blu. Essi derivano da quelli della bandiera svedese. Secondo la tradizione, infatti, i soci del club, non riuscendo a mettersi d'accordo per scegliere il colore delle maglie, si affidarono alla sorte: avrebbero preso quelli della prima nave che fosse passata quel giorno per il porto di Buenos Aires. E questa fu appunto una nave battente bandiera svedese.
Nel 2013 la società sceglie il rosa come colore per una delle maglie secondarie, ma la federazione si è opposta a questa decisione minacciando di multare la squadra nel caso in cui davvero gli xeneizes fossero scesi in campo con quel colore.
Nei primi anni furono adottate diverse casacche tra cui le primissime (1905), una azzurra e una rosa. Entrambe vennero sostituite nello stesso anno da una divisa bianca con strisce nere verticali. Nel 1907 i colori della tenuta divennero il blu con una banda gialla, trasversale fino al 1913, poi orizzontale (l'attuale divisa).
Nel 2025 il Genoa, in occasione del 120º anniversario dalla fondazione del Boca Juniors, per celebrare il profondo legame con il club argentino ha presentato la sua quarta maglia di gara stagionale coi colori blu con banda gialla orizzontale del Boca.
Con i claim “Dall’inizio, para siempre!” e “Da Zeneixe a Xeneixe.” il Genoa ha condiviso sui suoi profili social un toccante video sul legame tra le due squadre, le due tifoserie e le due città.
Evoluzione
| Manica sinistra · Manica sinistra · Maglietta · Maglietta · Manica destra · Manica destra · Pantaloncini · Calzettoni |
| 1905 7 |

| Manica sinistra · Maglietta · Manica destra · Pantaloncini · Calzettoni |
| 1905                                                                    |

| Manica sinistra · Manica sinistra · Maglietta · Maglietta · Manica destra · Manica destra · Pantaloncini · Calzettoni |
| 1906–07 |

| Manica sinistra · Maglietta · Maglietta · Manica destra · Pantaloncini · Calzettoni |
| 1907–13                                                                             |

| Manica sinistra · Maglietta · Maglietta · Manica destra · Pantaloncini · Calzettoni |
| 1913–oggi                                                                           |

Edizione speciale
| Manica sinistra · Maglietta · Maglietta · Manica destra · Pantaloncini · Calzettoni |
| 1925 (Europa)                                                                       |

| Manica sinistra · Manica sinistra · Maglietta · Maglietta · Manica destra · Manica destra · Pantaloncini · Calzettoni |
| 1963 (trasferta) 1 |

| Manica sinistra · Maglietta · Maglietta · Manica destra · Pantaloncini · Calzettoni |
| 1996–97 (casa) 2                                                                    |

| Manica sinistra · Maglietta · Maglietta · Manica destra · Pantaloncini · Calzettoni |
| 1998–99 (casa)                                                                      |

| Manica sinistra · Maglietta · Maglietta · Manica destra · Pantaloncini · Calzettoni |
| 1998 (casa) 3                                                                       |

| Manica sinistra · Maglietta · Maglietta · Manica destra · Pantaloncini · Calzettoni |
| 2000–01 (casa) 4                                                                    |

| Manica sinistra · Maglietta · Maglietta · Manica destra · Pantaloncini · Calzettoni |
| 2010 6                                                                              |

| Manica sinistra · Maglietta · Maglietta · Manica destra · Pantaloncini · Calzettoni |
| 2013 8                                                                              |

| Manica sinistra · Manica sinistra · Maglietta · Maglietta · Manica destra · Manica destra · Pantaloncini · Calzettoni |
| 2013-14 (trasferta)                                                                                                   |

| Manica sinistra · Maglietta · Maglietta · Manica destra · Pantaloncini · Calzettoni |
| Centenario                                                                          |

Note:
- 1 Contro l'Universidad de Chile nella Copa Libertadores 1963.[18]
- 2 Con due strisce bianche.
- 3 Per la Copa Mercosur 1998.
- 4 Per la Copa Mercosur 2000-2001.
- 6 Contro il River Plate nel Torneo de Verano 2010 - 105 anniversario.
- 7 Per il Torneo de Verano 2012.[19]
- 8 Per il Torneo de Verano 2013.[20][21]

### Simboli

#### Stemma
Quanto allo scudetto societario, il Boca ne ha avuti cinque nella sua storia. Il primo fu introdotto nel 1922 ed è stato utilizzato per oltre trent'anni, fino al 1955. Aveva il fondo bianco, con le iniziali CABJ (Club Atlético Boca Juniors) in giallo e blu ed una banda orizzontale ugualmente gialla. Attualmente il logo presenta uno sfondo blu con stelle e iniziali gialle.

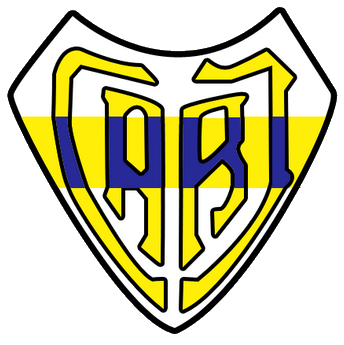
1920
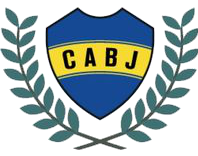
1955
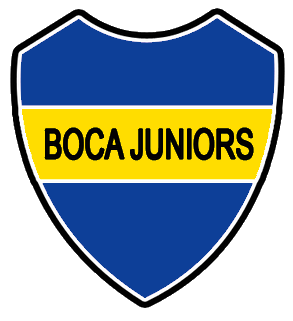
1960
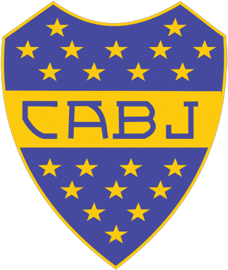
1970
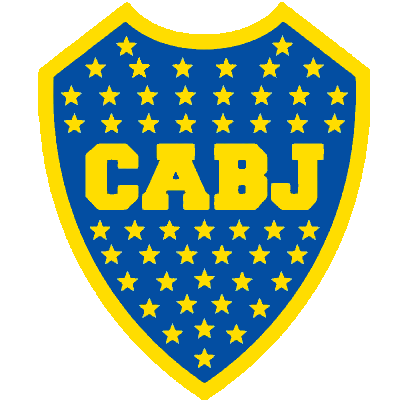
1995–attuale

#### Soprannomi
I calciatori e i sostenitori della squadra sono conosciuti con il nome di Xeneizes (da una traslitterazione castellano-argentina del termine in dialetto genovese "zeneize", che significa genovese, dovuto alla colonia genovese presente nel quartiere La Boca), nome che appare sulle maglie e sullo stemma sociale ("La gloriosa squadra xeneize"). Altri soprannomi sono Boquenses (quelli della Boca), Boquita (piccola Boca), la Mitad Más Uno (riferito alla grande diffusione del tifo boquense nel paese) e la azul y oro (riferito alla maglietta). I tifosi del Boca chiamano loro stessi Jugador Nº 12 (Giocatore Nº 12) seguendo l'idea che i tifosi sono il giocatore in più della squadra. Ci sono anche dei soprannomi peggiorativi, il più popolare e simpaticamente accettato dai tifosi e quello di Bosteros (aggettivo derivato dalla parola bosta, parola usata nel Río de la Plata per chiamare gli escrementi di cavallo) e riferimenti più offensivi al soprannome di Jugador Nº 12, facendo riferimento ai favori arbitrali e al comportamento incivile dei suoi tifosi.

## Strutture

### Stadio

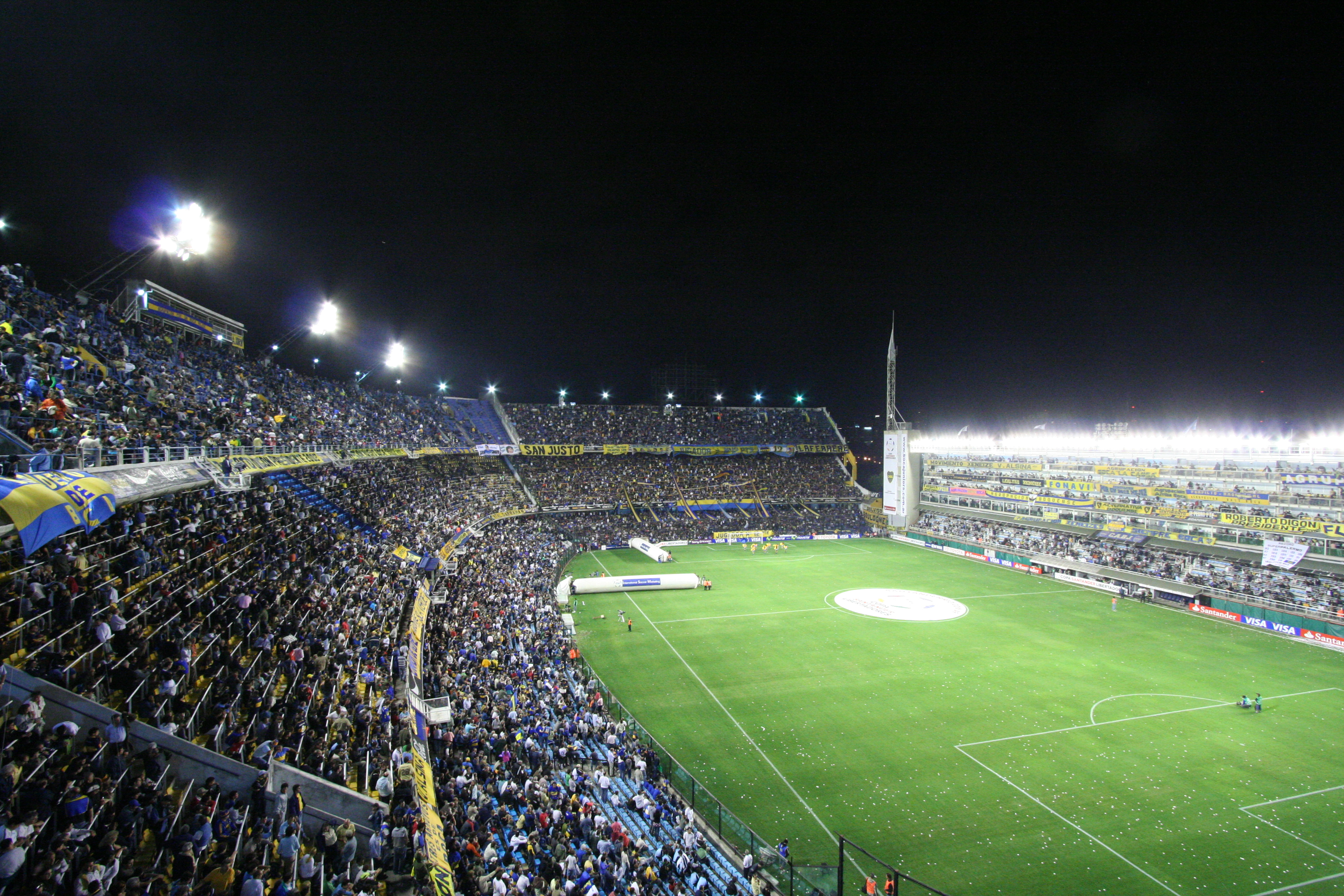
Una vista della Bombonera, lo stadio del Boca Juniors

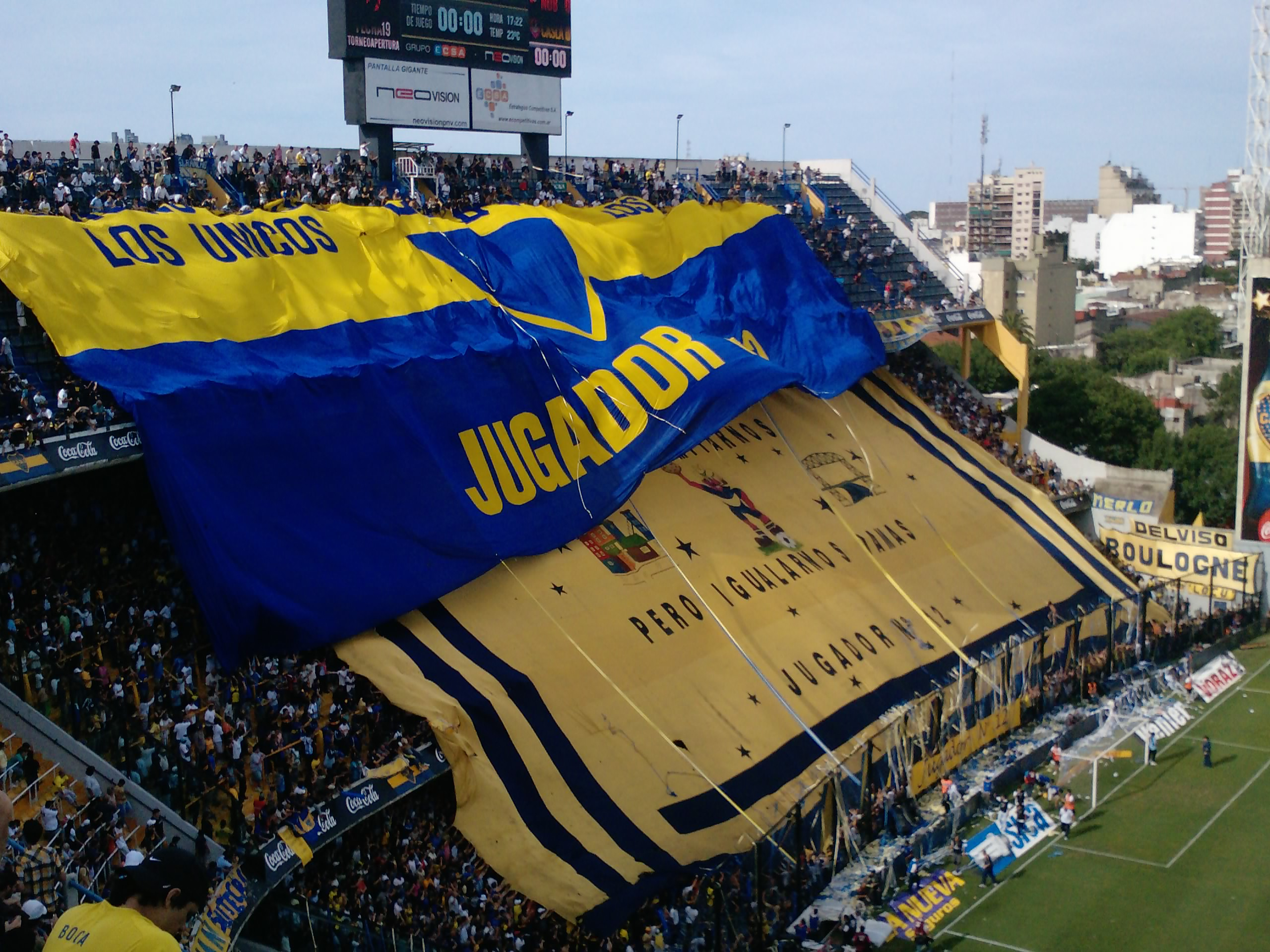
La tifoseria del Boca Juniors espone uno striscione in curva

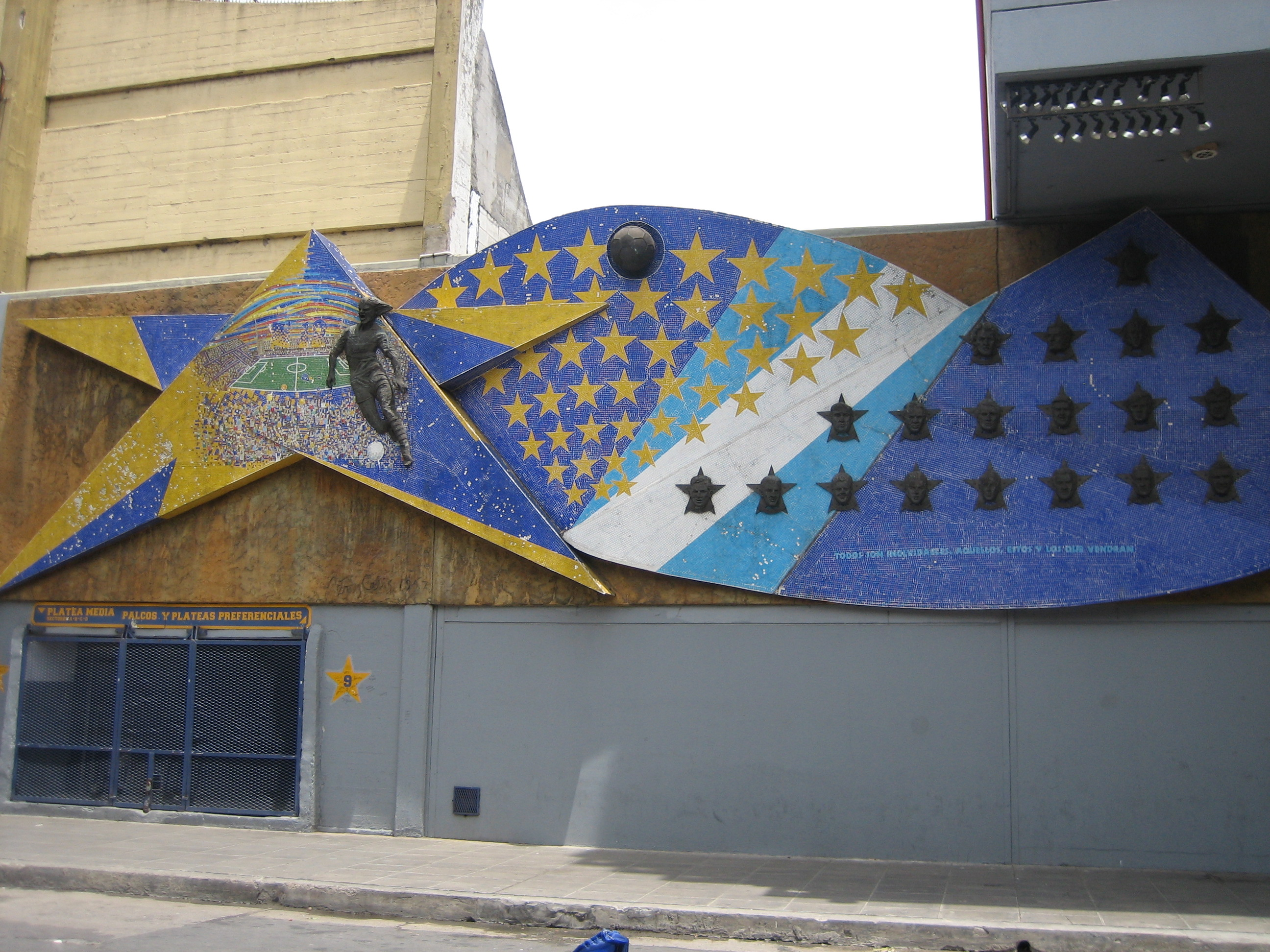
Le stelle del Boca Juniors, all'esterno dello Stadio della Bombonera

Dopo travagliate vicissitudini, durante le quali il Boca cambiò più volte l'ubicazione del terreno di gioco perdendo ingenti somme e rischiando di sciogliere il sodalizio, la società ha trovato la sua definitiva collocazione a partire dal 18 febbraio 1938, quando venne posta dal presidente Camillo Cichero la prima pietra dei lavori, terminati due anni più tardi per la costruzione dello stadio Bombonera, inizialmente denominato obra perfecta. Fu inaugurato il 25 maggio 1940, durante la presidenza di Edoardo Sanchez Terrero, mentre domenica 2 giugno 1940 si disputò il primo incontro ufficiale nel nuovo stadio. Il Boca Juniors affrontò il Newell's Old Boys di Rosario e ne uscì vittorioso per 2 a 0 con gol di Alarcón e Gandulla.
Nel 1953 fu completata l'opera con un terzo anello al quale venne aggiunto l'impianto di illuminazione artificiale. Non subì altre modifiche fino al 1996, quando sotto la presidenza di Mauricio Macri furono demoliti i vecchi palchi della Calle Del Valle, rimpiazzandoli con una tribunetta e nuove gradinate abbellite dai murales dell'artista Pérez Celis che si aggiungono a quelli di Romolo Macció.
Lo stadio dal 2002 è intitolato ad Alberto Jacinto Armando, storico presidente del Boca. Il suo nome ha sostituito quello di un altro presidente, Camilo Cichero (secondo alcuni traslitterazione in lingua argentina dell'oriundo italiano Camillo Cicero; in realtà Cichero è un tipico cognome genovese), che dava il nome allo stadio dal 1986. La capienza della struttura è di 57.395 spettatori.
Il clima che si respira alla Bombonera è tra i più caldi del Sudamerica e i cori dei tifosi sono tra i più celebri. La Bombonera è nota anche per le vibrazioni che si avvertono quando i tifosi cominciano a saltare in maniera ritmata. Da ciò deriva l'espressione La Bombonera no tiembla. Late ("La Bombonera non trema. Batte").

## Società

### Aspetti societari
Il Boca è stato il primo club calcistico al mondo ad ottenere la certificazione di qualità ISO 9001, il 1º agosto 2001.

### Organigramma societario
Consiglio di amministrazione
- Presidente: Juan Román Riquelme
- Vicepresidente: Jorge Amor Ameal
- Segretario: Ricardo Rosica
- Vicesegretario: Alejandro Veiga
- Tesoriere: Carlos Montero
- Vicetesoriere: Eugenio Buscaglia

## Giocatori

### Vincitori di titoli
- Alberto Tarantini (Argentina 1978)
- Julio Olarticoechea (Messico 1986)
- Carlos Tapia (Messico 1986)

## Palmarès

### Competizioni nazionali
52 trofei
- Campionato argentino: 35

1919, 1920, 1923, 1924, 1926, 1930, 1931, 1934, 1935, 1940, 1943, 1944, 1954, 1962, 1964, 1965, Nacional 1969, Nacional 1970, Metropolitano 1976, Nacional 1976, 1981, Apertura 1992, Apertura 1998, Clausura 1999, Apertura 2000, Apertura 2003, Apertura 2005, Clausura 2006, Apertura 2008, Apertura 2011, 2015, 2016-2017, 2017-2018, 2019-2020, 2022
- Copa Argentina: 4  (record)

1969, 2012, 2015, 2020
- Supercopa Argentina: 2

2018, 2022
- Copa de la Liga Profesional: 2  (record)

2020-2021, 2022
- Copa de Competencia Jockey Club: 2

1919, 1925
- Copa Ibarguren: 5

1919, 1923, 1924, 1940, 1944
- Copa Estímulo: 1

1926
- Copa de Competencia Británica George VI: 1

1946

### Competizioni internazionali
22 trofei
- Coppa Libertadores: 6

1977, 1978, 2000, 2001, 2003, 2007
- Coppa Sudamericana: 2  (record condiviso con l'Athl. Paranaense, l'Independiente, l'Independiente del Valle e LDU Quito)

2004, 2005
- Recopa Sudamericana: 4  (record)

1990, 2005, 2006, 2008
- Supercoppa Sudamericana: 1

1989
- Coppa Intercontinentale: 3 (record mondiale condiviso con Milan, Nacional, Peñarol e Real Madrid)

1977, 2000, 2003
- Copa Master: 1 (record a pari merito con Cruzeiro)

1992
- Copa de Oro: 1  (record a pari merito con Cruzeiro e Flamengo)

1993
- Tie Cup: 1

1919
- Copa de Honor Cousenier: 1

1920
- Copa de Confraternidad Escobar - Gerona: 2  (record)

1945, 1946

### Competizioni giovanili
- Blue Stars/FIFA Youth Cup: 3

2002, 2010, 2019
- Trofeo Dossena: 2

2002, 2003
- Torneo Internazionale Under-19 Bellinzona: 4

2000, 2001, 2016, 2017
- Coppa Libertadores Under-20: 1

2023
- Coppa Intercontinentale Under-20: 1

2023

## Statistiche e record

### Record di squadra
- Il Boca Juniors è a pari merito primo per numero di vittorie della Coppa Intercontinentale insieme al Milan, al Nacional Montevideo, al Peñarol e al Real Madrid; inoltre è seconda nella classifica dei plurivincitori della Copa Libertadores, dietro all'Independiente.
- Record di vittorie in Recopa Sudamericana con 4 titoli.
- Record di vittorie in Coppa Sudamericana con 2 titoli (consecutivi), a pari merito con l'Athletico Paranaense, l'Independiente e l'Independiente del Valle.
- Ha vinto 7 diversi trofei organizzati dalla CONMEBOL: la Coppa Intercontinentale, la Coppa Libertadores, la Coppa Sudamericana, la Recopa Sudamericana, la Supercoppa Sudamericana, la Coppa Master di Supercoppa e la Copa de Oro.
- Il Boca Juniors (Argentina), il San Paolo (Brasile), l'Internacional (Brasile), la LDU Quito (Ecuador), e il River Plate (Argentina) sono le uniche squadre sudamericane che hanno vinto i 3 tornei vigenti organizzati dalla CONMEBOL (Coppa Libertadores, Coppa Sudamericana e Recopa Sudamericana).
- Unica squadra argentina a vincere la Copa Master di Supercoppa.
- Unica squadra argentina a vincere la Copa de Oro Nicolàs Leòz.
- Nel secondo semestre del 2005 è riuscito a vincere contemporaneamente il Torneo Apertura (Campione Argentino) e la Coppa Sudamericana.
- Il Boca detiene il record di 40 gare consecutive in Primera División senza sconfitte - record argentino: dal 5 maggio 1998 al 2 giugno 1999, con 29 vittorie e 11 pareggi.[22]
- Vincitore di quattro Coppe d'Argentina.
- Al Boca venne assegnato il titolo di Campeón de Honor (Campione onorario) nel 1925, grazie ad un positivo tour in Europa, nel quale giocò con il Real Madrid, l'Atlético Madrid e il Real Sociedad, così come con altre squadre tedesche e francesi, con un impressionante bottino di 15 vittorie, un pareggio e tre sconfitte. Questo titolo fu dichiarato ufficiale dall'AFA, il che fece aumentare il numero totale di titoli ufficiali a 49.
- Unica squadra a non essere mai retrocessa in Primera B Nacional.

### Record individuali

#### Record di presenze
| Pos. | Nome                   | Ruolo | Periodo            | Presenze |
| ---- | ---------------------- | ----- | ------------------ | -------- |
| 1    | Roberto Mouzo          | D     | 1971–84            | 426      |
| 2    | Hugo Gatti             | P     | 1976–88            | 417      |
| 3    | Silvio Marzolini       | D     | 1960–72            | 408      |
| 4    | Martín Palermo         | A     | 1997–2001, 2004–11 | 404      |
| 5    | Carlos Navarro Montoya | P     | 1988–96            | 400      |
| 6    | Juan Román Riquelme    | C     | 1996–2002, 2007–14 | 388      |
| 7    | Antonio Rattín         | C     | 1956–70            | 382      |
| 8    | Ernesto Lazzatti       | C     | 1934–47            | 379      |
| 9    | Rubén Suñé             | C     | 1967–72, 1976–80   | 377      |
| 10   | Natalio Pescia         | C     | 1942–56            | 365      |

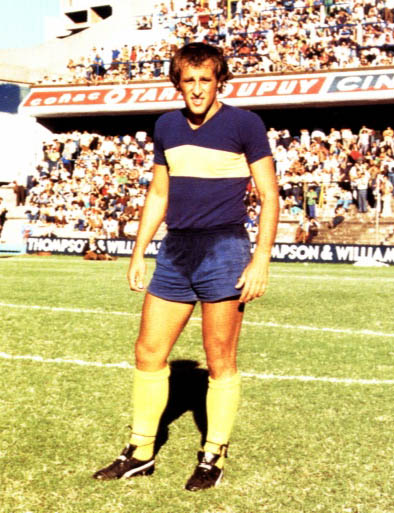
Roberto Mouzo, primatista di presenze con la maglia del Boca Juniors

Classifica aggiornata al 6 luglio 2016. Fonte: I dieci primatisti di presenze di sempre Archiviato il 6 luglio 2011 in Internet Archive., historiadeboca.com.ar

#### Record di reti
Martín Palermo è il miglior realizzatore nella storia del Boca Juniors
| Pos. | Nome                   | Ruolo | Periodo          | Reti |
| ---- | ---------------------- | ----- | ---------------- | ---- |
| 1    | Martín Palermo         | A     | 1997–01, 2004–11 | 236  |
| 2    | Francisco Varallo      | A     | 1931–39          | 194  |
| 3    | Domingo Tarasconi      | A     | 1922–32          | 193  |
| 4    | Jaime Sarlanga         | A     | 1940–48          | 128  |
| 5    | Mario Boyé             | A     | 1941–49, 1955    | 123  |
| 6    | Delfín Benítez Cáceres | A     | 1932–38          | 115  |
| 7    | Pío Corcuera           | A     | 1941–48          | 98   |
| 8    | Pedro Calomino         | A     | 1911–13, 1915–24 | 96   |
| 9    | Juan Román Riquelme    | C     | 1996–02, 2007–14 | 92   |

Classifica aggiornata al 6 luglio 2016. Fonte: Migliori dieci marcatori di sempre Archiviato il 6 luglio 2011 in Internet Archive., historiadeboca.com.ar

## Tifoseria
Attualmente il Boca conta 140.000 soci. Si dice che il Boca sia la squadra preferita dalla "metà più uno del paese" (la mitad más uno del país). Il sondaggio fa riferimento agli anni cinquanta in occasione di un censimento nazionale. Attualmente è stato rivelato che questa percentuale si ferma al 40% della popolazione, mostrando che comunque il Boca è la squadra più tifata.

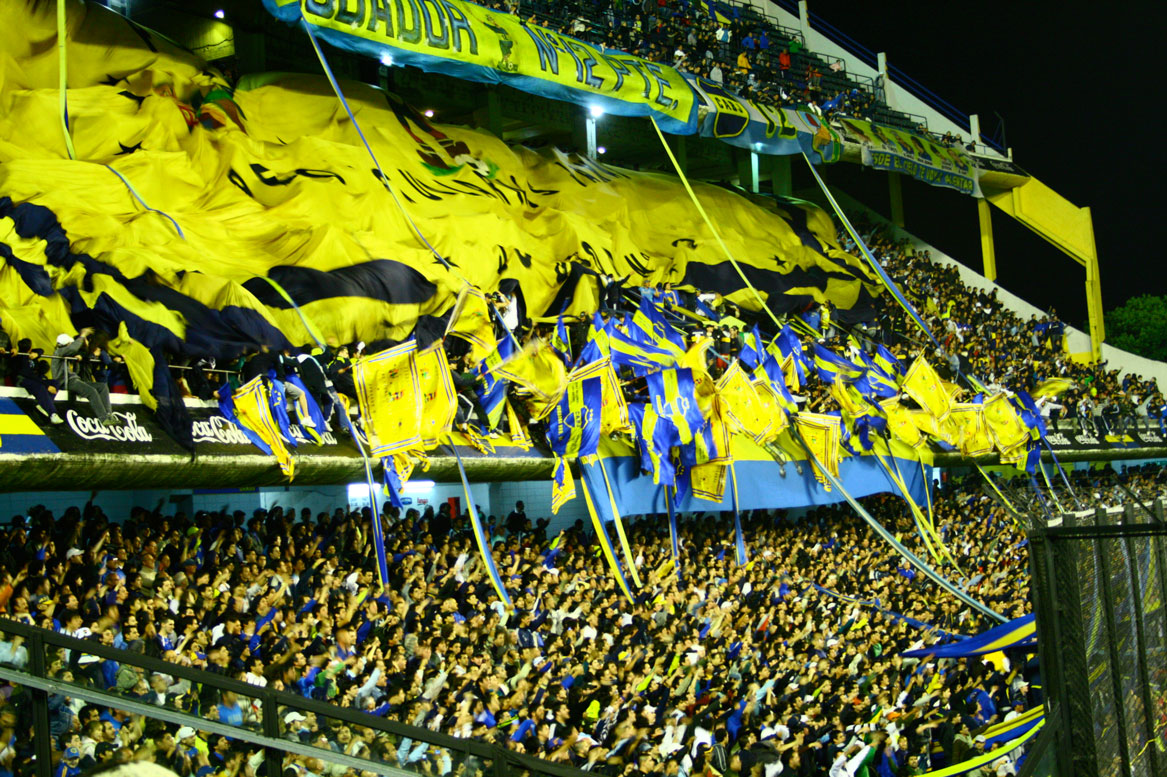
Tifosi del Boca nel superclásico

Ci sono Peñas (fan club) in molte città dell'Argentina, e anche all'estero, specialmente in Spagna, in Israele ed in Giappone; è la squadra argentina con più fan clubs nel paese ed è la seconda squadra argentina più tifata, con più soci e con più fan clubs all'estero; il Boca ha fan in tutta l'America Latina, soprattutto in Colombia e in Perù, da cui provengono o sono provenuti molti giocatori. Negli Stati Uniti, a causa dell'immigrazione di latinoamericani, ci sono molti tifosi degli xeneizes; anche in Giappone, grazie alle vittorie in Coppa Intercontinentale, manifestazione che ivi si svolgeva, i fan sono molti.
Nella penisola italiana i simpatizzanti boquensi sono molti, soprattutto a Genova e Napoli: i genovesi sentono il Boca Juniors un po' loro, in considerazione del soprannome "xeneizes", mentre i napoletani riconducono la loro preferenza alla militanza nel club di Diego Armando Maradona.
Negli anni si sono susseguiti attestati di vicinanza tra le tifoserie genovesi e la squadra "xeneize".
I tifosi della Sampdoria nel 1969 dedicarono a Tito Cucchiaroni, idolo della Bombonera che lo definì "el Loco" e successivamente goleador della compagine blucerchiata, il club degli "Ultras Tito Cucchiaroni". Negli anni '90, con l'arrivo ai vertici mondiali della Sampdoria del presidente Paolo Mantovani, la popolarità dei blucerchiati crebbe e nel 1996 la Convención Nacional de Peñas, ente che riunisce tutti i club del Boca Juniors scrisse una missiva all'allora presidente Enrico Mantovani per invitarlo alla Bombonera e per entrare in contatto, tramite la società blucerchiata, con gli Ultras Tito Cucchiaroni. Successivamente venne aperto un club nella capitale argentina, il "Sampdoria Club Buenos Aires" per raccogliere tutti i genovesi, di nascita o di origine, tifosi della Sampdoria. Va precisato che negli anni della fondazione del Boca Juniors e dell'emigrazione dalla Liguria, la Sampdoria non era ancora nata.
I supporter rossoblu invece, con l'arrivo sotto la Lanterna di Rodrigo Palacio ed altri giocatori argentini, aumentarono la loro popolarità in terra argentina, arrivando ad aprire un club alla Boca per riunire i supporter del Genoa del barrio e della capitale. La Fondazione Genoa, tramite i rapporti di mercato che il presidente Enrico Preziosi instaurò con le società argentine, in particolar modo proprio con il Boca, entrò così in contatto con la realtà locale e decise di organizzare una mostra dedicata ai legami tra la terra ligure ed il Sud America, in particolare con il barrio xeneize. L'idea venne ben presto appoggiata anche dall'ente che cura la storia dell'altra squadra cittadina, il Museo Samp Doria, e si diede così vita a questa esposizione dedicata a questo legame mai dimenticato tra genovesi e xeneizes.

## Organico

### Rosa 2025
Aggiornata al 31 gennaio 2025
| N. |                      | Ruolo | Calciatore        |
| -- | -------------------- | ----- | ----------------- |
| 1  | Argentina (bandiera) | P     | Sergio Romero     |
| 2  | Argentina (bandiera) | D     | Cristian Lema     |
| 3  | Uruguay (bandiera)   | D     | Marcelo Saracchi  |
| 4  | Argentina (bandiera) | D     | Nicolás Figal     |
| 5  | Argentina (bandiera) | C     | Rodrigo Battaglia |
| 6  | Argentina (bandiera) | D     | Marcos Rojo       |
| 7  | Argentina (bandiera) | A     | Exequiel Zeballos |
| 8  | Cile (bandiera)      | C     | Carlos Palacios   |
| 9  | Argentina (bandiera) | A     | Milton Giménez    |
| 10 | Uruguay (bandiera)   | A     | Edinson Cavani    |
| 11 | Argentina (bandiera) | A     | Lucas Janson      |
| 12 | Argentina (bandiera) | P     | Leandro Brey      |
| 13 | Argentina (bandiera) | P     | Javier García     |
| 14 | Argentina (bandiera) | C     | Ignacio Miramón   |
| 15 | Cile (bandiera)      | C     | Williams Alarcón  |
| 16 | Uruguay (bandiera)   | A     | Miguel Merentiel  |
| 17 | Perù (bandiera)      | D     | Luis Advíncula    |
| 18 | Colombia (bandiera)  | D     | Frank Fabra       |

| N. |                      | Ruolo | Calciatore          |
| -- | -------------------- | ----- | ------------------- |
| 19 | Argentina (bandiera) | C     | Agustín Martegani   |
| 20 | Argentina (bandiera) | A     | Alan Velasco        |
| 21 | Spagna (bandiera)    | C     | Ander Herrera       |
| 22 | Argentina (bandiera) | C     | Kevin Zenón         |
| 23 | Argentina (bandiera) | D     | Lautaro Blanco      |
| 24 | Argentina (bandiera) | D     | Juan Barinaga       |
| 25 | Argentina (bandiera) | P     | Agustin Marchesin   |
| 30 | Argentina (bandiera) | C     | Tomas Belmonte      |
| 32 | Argentina (bandiera) | D     | Ayrton Costa        |
| 33 | Argentina (bandiera) | C     | Brian Aguirre       |
| 34 | Argentina (bandiera) | D     | Mateo Mendía        |
| 36 | Argentina (bandiera) | C     | Esteban Rolón       |
| 38 | Argentina (bandiera) | C     | Camilo Rey Domenech |
| 40 | Argentina (bandiera) | D     | Lautaro Di Lollo    |
| 42 | Svizzera (bandiera)  | D     | Lucas Blondel       |
| 43 | Argentina (bandiera) | C     | Milton Delgado      |
|    | Argentina (bandiera) | C     | Simón Rivero        |

## Attività polisportiva

### Squadra femminile
La sezione femminile del Boca Juniors partecipa alla prima divisione del campionato argentino fin dalla sua istituzione, di cui è il club più titolato con 23 campionati vinti.

### Sezione calcio a 5
La sezione di calcio a 5 del Boca Juniors ha partecipato alla División de Honor fin dalla sua istituzione. I 12 campionati finora vinti lo rendono il secondo club più titolato del Paese alle spalle del Pinocho.

### Sezione pallacanestro
La squadra di pallacanestro del Boca Juniors ha vinto la Liga Nacional de Básquetbol quattro volte (1996/97, 2003/04, 2006/07, 2023/24), cinque volte la Copa Argentina (2002, 2003, 2004, 2005, 2006), una volta la Supercopa de La Liga nel 2024, una volta la Top 4 Argentina (2004), e tre volte il Coppa dei Campioni del Sudamerica (2004, 2005, 2006). L'arena dove la squadra cestistica gioca le proprie partite casalinghe è la Luis Conde Arena, meglio conosciuta come La Bombonerita (piccola Bombonera).

### Sezione pallavolo
Il Boca Juniors ha anche una sezione professionistica di pallavolo, sia maschile che femminile.
La squadra maschile ha vinto il campionato Metropolitano nel 1991, nel 1992 e nel 1996, e ha raggiunto il secondo posto nella stagione 1996/97 di A1. A causa della mancanza di sponsor, la squadra fu congedata, ma più tardi fu reincorporata grazie alla guida dell'ex giocatore del Boca Marcelo Gigante; dopo aver giocato in seconda divisione, il Boca è ritornato in A1 nel 2005.
La squadra femminile si è aggiudicata sei titoli nazionali fra il 2011 e il 2019, raggiungendo nel 2012 la finale del Campionato sudamericano per club.

### Altri sport
Nato nel 2005, il Turismo Carretera argentino, campionato di auto di serie, ha incluso la categoria Top Race V6, nella quale i team sono sponsorizzati da squadre di calcio. Piloti veterani come Ortelli e Bessone e l'ex giocatore del Boca Vicente Pernía corrono per la squadra del Boca; Ortelli alla fine ha vinto il primo campionato Top Race V6 per il Boca Juniors.
La sezione di calcio femminile ha vinto 8 campionati argentini: 1992, 1998, 1999, 2000, 2001 Apertura, 2002 Clausura, 2003 Apertura e 2004 Apertura. Nel 2000 la squadra è rimasta imbattuta. Rappresentative del Boca competono anche in altre discipline come il jūdō, il karate ukc, il taekwondo e il sollevamento pesi.

### Videografia
- Federico Ferri e Federico Buffa, Storie di Campioni - Buffa Racconta: Alfredo Di Stéfano, Sky Sport, 2015.